# 広島市道天満矢賀線
広島市道天満矢賀線（ひろしましどう てんまやがせん）は、広島県広島市西区上天満町の上天満町交差点から中区、南区を経由し、広島県広島市東区矢賀新町五丁目の府中大橋西詰交差点へ至る道路である。

## 概要
中区西十日市町の十日市交差点から南区西荒神町の荒神三差路までは、道路上を広島電鉄本線が走っている。

### 路線データ
- 起点：広島市西区上天満町・上天満町交差点（広島市道駅前観音線交点）
- 終点：広島市東区矢賀新町五丁目・府中大橋西詰交差点（広島県道84号東海田広島線との重複区間）
- 総延長：約5.9km

### 通過する自治体
- 広島県
  - 広島市（西区 - 中区 - 南区 - 東区）

### 別名
- 相生通り（広島市：上天満町交差点 ‐ 稲荷町交差点）
- あけぼの通り（広島市：稲荷町交差点 ‐ 府中大橋西詰交差点）

## 交差する道路
- 広島市道駅前観音線（広島市西区上天満町・上天満町交差点〔起点〕）
- 国道183号・国道261号・広島県道265号伴広島線・広島市道横川江波線（広島市中区榎町・十日市交差点）
- 国道54号・国道183号・国道191号・国道261号（広島市中区基町・紙屋町交差点）
- 広島市道御幸橋三篠線（広島市中区八丁堀・八丁堀交差点）
- 広島市道駅前吉島線（広島市南区稲荷町・稲荷町交差点）
- 広島県道37号広島三次線・広島市道中広宇品線（広島市南区的場町一丁目・的場交差点）
- 広島県道37号広島三次線（広島市南区猿猴橋町・荒神三差路交差点）
- 広島県道164号広島海田線・広島市道駅前大州線（広島市南区荒神町・荒神交差点）
- 広島県道70号広島中島線・広島県道84号東海田広島線（広島市東区東蟹屋町・東蟹屋町交差点）
- 広島県道70号広島中島線（広島市東区矢賀新町一丁目・矢賀新町2丁目交差点）

## 重複区間
- 国道183号・国道261号（広島市中区榎町・十日市交差点 - 広島市中区基町・紙屋町交差点）
- 広島県道164号広島海田線（広島市中区基町・紙屋町交差点 - 広島市南区荒神町・荒神交差点）
- 広島県道37号広島三次線（広島市南区的場町一丁目・的場交差点 - 広島市南区猿猴橋町・荒神三差路交差点）
- 広島県道70号広島中島線（広島市東区東蟹屋町・東蟹屋町交差点 - 広島市東区矢賀新町一丁目・矢賀新町2丁目交差点）
- 広島県道84号東海田広島線（広島市東区東蟹屋町・東蟹屋町交差点 - 広島市東区矢賀新町五丁目・府中大橋西詰交差点〔終点〕）

## 地理

### 沿線にある施設など
- 広瀬橋（天満川）
- 広島電鉄横川線
- 相生橋（旧太田川・元安川）
- 広島平和記念公園（平和記念資料館・原爆ドーム（世界遺産））
- 広島商工会議所
- 広島市こども文化科学館
- メルパルク広島・広島中郵便局
- エディオン広島本店
- サンモール
- そごう広島店・広島バスセンター・アクア広島センター街
- 基町クレド・パセーラ・リーガロイヤルホテル広島
- 紙屋町シャレオ
- アストラムライン 県庁前駅
- 広島県庁舎
- ハンズ広島店
- 福屋八丁堀本店
- 広島電鉄白島線
- 天満屋八丁堀ビル
- 広島三越
- 稲荷大橋（京橋川）
- 広島電鉄皆実線
- 西日本旅客鉄道（JR西日本）山陽新幹線・山陽本線・芸備線 広島駅（南口）
- 荒神橋（猿猴川）
- 荒神陸橋
- 広島市東区役所
- 東区民文化センター・広島市立東区図書館

- イオンモール広島府中（旧キリンビール広島工場）

- 西日本旅客鉄道（JR西日本）山陽本線 天神川駅
- 府中大橋